# HMS Agamemnon (S124)
El HMS Agamemnon (S124) será el sexto de los siete submarinos de ataque de propulsión nuclear de la clase Astute en servicio con la Royal Navy.
Fue ordenado en 2010 y puesto en gradas en 2013, permaneciendo actualmente en construcción.